# Anarchisme insurrectionnaliste
L'anarchisme insurrectionnaliste est un courant de l'anarchisme, revendiquant des pratiques de propagande par le fait, de reprise individuelle et de sabotage et prônant l'insurrection comme moyen efficace d'affaiblir et de mettre à mal la société dite de domination, autoritaire et capitaliste. L'objectif est de créer une situation révolutionnaire permettant de libérer des zones, où l'autonomie serait alors possible et où les classes seraient abolies, ainsi que les rapports économiques inter-individuels. L'anarchisme insurrectionnaliste puise ses inspirations théoriques et pratiques à la fois dans le communisme libertaire et dans l'« Autonomia Operaia » (Autonomie ouvrière) italienne.

## Principes généraux
L'anarchisme insurrectionnaliste est une stratégie de lutte contre l'État, le capitalisme et les institutions dites autoritaires. Toutefois, de nombreux éléments de ce courant sont opposés à toute forme de stratégie ou de tactique, vues comme les moyens d'une domination militaire et politique.
L'approche insurrectionnaliste bannit également tout primat quantitatif, pensant que les pratiques insurrectionnelles ne reposent en rien sur des critères de nombres. Elle revendique ainsi l'action minoritaire et ne la voit pas, contrairement aux autres courants révolutionnaires, comme la substitution à la paroles ou aux actes des exploités dans la mesure où cette minorité agissante ne se pose pas en avant-garde et n'agit que pour elle-même, avec l'idée que par la diffusion des théories et pratiques et par la reproductibilité des actions, cette minorité peut aussi cesser d'en être une.
Alfredo M. Bonanno, un anarchiste insurrectionnaliste italien, a également eu un grand impact sur cette tendance spécifique, écrivant des travaux tels que « la joie armée » et « la tension anarchiste. »

## Organisation
L'anarchisme insurrectionnaliste est un courant qui s'appuie sur une critique des organisations révolutionnaires formelles, mêmes anarchistes comme les fédérations anarchistes, les syndicats ou les confédérations. Cette critique prend en compte le fait que la mise en place de petites structures informelles, fondées sur la mise en commun des affinités individuelles permet d'éviter les écarts propres à n'importe quelle organisation de trop grande taille. Ces petites structures de circonstance, auraient pour but d'accomplir des actes de résistance dans l'esprit de la pensée anarchiste.
Les partisans de l'anarchisme insurrectionnaliste souhaitent définitivement marquer la rupture avec la gauche, et avec ceux qui n'ont pas marqués cette rupture. Des accusations de sectarisme leur sont souvent portées, notamment aux États-Unis où le sous-courant Post-Leftist est plus développé qu'ailleurs dans le monde à l'intérieur du mouvement anarchiste.

## Expériences historiques
Cette stratégie sera cependant mise en pratique dans plusieurs communes du Bénévent, en Italie, par quelques personnalités connues du mouvement anarchiste comme Errico Malatesta, Carlo Cafiero ou Saviero Merlino. Les actes de propriété communales y furent brûlés et le communisme libertaire proclamé. Néanmoins, le résultat fut un échec.
Le mouvement de la Makhnovchtchina en Ukraine fut lui aussi un mouvement insurrectionnel qui mettait en pratique ce genre d'idées.

## Aujourd'hui
De nos jours, l'anarchisme insurrectionnaliste est plus rarement associé à l'anarchisme individualiste, dont une frange critique parfois le communisme libertaire. Hormis de façon anecdotique, il ne s'auto-définit que rarement de cette façon. Et cela dit, il se définit aussi rarement comme strictement individualiste. Mais ce courant (du moins en France) semble aussi influencé par le mouvement anarchiste individualiste français de la Belle Époque (Albert Libertad, journal L'Anarchie etc.) que par celui de l'anarchisme espagnol de la première moitié du XXe siècle et de la CNT.
En revanche, dans d'autres pays, en Italie et en Grèce notamment, ce courant a été à la fois autant influencé par l'individualisme anarchiste que par des courants communistes anti-autoritaires (ou communistes libertaires n'étant pas basé sur une culture de l'organisation formelle) ou encore par des écrits dits « post-anarchistes ». Aux États-Unis, cette tendance a aussi été très notablement influencée par la critique de la civilisation et le primitivisme, mais aussi par l'écologie radicale.
Depuis les années 1970, il y a un renouveau de l'anarchisme insurrectionnel, ses partisans refusent d'adhérer à des solutions idéologiques « sur mesure », qui seraient préconisées pour répondre aux différents problèmes sociaux. Ils refusent également d'adhérer à une utopie ou un idéal de société fixé au préalable. Le mouvement prône un combat actif et engagé en toute autonomie.

### Auteurs, groupes ou publications
- Cités dans « Le Maitron » : notices biographiques.
- Errico Malatesta, auteur, Italie.
- Alfredo M. Bonanno, auteur, Italie.
- Massimo Passamani, auteur, Italie.
- Wolfi Landstreicher, auteur, États-Unis.
- Willful Disobedience, journal, États-Unis.
- Invece, journal, Italie.
- Non Fides, journal, France.
- Cette Semaine, journal, France.
- Le Cri Du Dodo, blog et journal, France.

## Citations
« Dépêche-toi d’attaquer le capital avant qu’une nouvelle idéologie ne le rende à nouveau sacré. » 
Alfredo M. Bonanno, 1977
« Nous embrassons le meilleur de l’individualisme et le meilleur du communisme. » 
Willful Disobedience, 2001
« Là où les privilégiés contrôlent les conditions d’existence de tous, il est impossible aux individus de réellement déterminer leurs existences selon leurs propres termes. L’individualité peut seulement fleurir là où l’égalité d’accès aux conditions d’existence devient la réalité sociale. Cette égalité d’accès est le communisme ; Ce que les individus font de cet accès, libre à eux et à ceux qui les entourent. Il n’y a aucune contradiction entre l’individualité et le communisme. »
Willful Disobedience, 2001
« L’urgence, nous la ressentons en vérité au quotidien, parce qu’un jour sans révolte est un jour où la spirale du désespoir prend de l’ampleur, devient plus implacable. En ce cas, nous ne pouvons pas être patient-es. La révolution peut se permettre ce « luxe », mais ni la colère ni la révolte ne le peuvent. » 
Non Fides, 2008
« Les gens qui brûlent sincèrement d’en découdre avec la domination, ne peuvent pas se permettre de tout sacrifier pour LA révolution. Avant de parler de « rupture décisive », de « Grand Soir » et autres chimères vieille comme le milieu militant, il faut bien que des étincelles partent, se rejoignent, se multiplient. Et parfois, la survie même impose d’en passer par la révolte, ne serait-ce que pour tenir, trouver de la force. Aussi, condamner une explosion de caméras de surveillance à la massue, ou un dynamitage de chantier de prison, c’est comme condamner une grève sauvage, sous prétexte que ces actions interviennent en dehors de tout processus révolutionnaire, ce qui leur ferait perdre toute « légitimité ». Foin de tout cela ! Si les déclassés veulent ne plus « se sentir responsables de leur mise à l’écart », si les « victimes » du système veulent à nouveau être possédé-es par la « capacité de contestation », il ne peut être question de remettre la résistance pratique au lendemain. Il y a plus à perdre dans l’apathie que dans la spontanéité. »
Non Fides, 2008